# Вендоне
Вендоне (італ. Vendone, ліг. Vendone) — муніципалітет в Італії, у регіоні Лігурія, провінція Савона.
Вендоне розташоване на відстані близько 440 км на північний захід від Рима, 80 км на південний захід від Генуї, 45 км на південний захід від Савони.
Населення — 392 особи (2014).

## Демографія
Населення за роками:

Станом на 1 січня 2023 року в муніципалітеті офіційно проживав 21 іноземець з 9 країн, серед них 14 громадян країн Євросоюзу.

## Сусідні муніципалітети
- Арнаско
- Кастельб'янко
- Онцо
- Ортоверо